# Elizabeth Gwillim
Elizabeth, Lady Gwillim (née Symonds) (21 avril 1763 - décembre 1807) est une artiste et naturaliste britannique. Alors qu'elle vivait à Madras, en Inde, de 1801 à 1807, elle peint une série d'environ 200 aquarelles d'oiseaux indiens.

## Biographie
Elizabeth Symonds naît le 20 avril 1763 à Hereford dans le Somerset, troisième fille d'Esther et de Thomas Symonds, architecte, tailleur de pierre et arpenteur à la cathédrale de Hereford. Elle est baptisée à la cathédrale de la ville le 23 mai. Elle apprend des rudiments de latin et reçoit, comme sa sœur Mary, une formation artistique avec le peintre George Samuel. Elle épouse Henry Gwillim (en) le 27 mai 1784 à l'église St. Bride de Fleet Street, à Londres. Son mari, dont la famille est elle aussi originaire de Hereford, est diplômé de Christ Church et de Middle Temple,,. Le couple a plusieurs enfants, mais aucun n'atteint l'âge adulte. Ils vivent à Londres où Henry est juge. Elizabeth s'intéresse à l'histoire naturelle, visite le Leverian Museum (en) sur Leicester Square, et passe du temps au jardin botanique de Brompton. Elle lit les ouvrages de Gilbert White, Mark Catesby et Thomas Bewick.
Henry Gwillim est nommé chief justice de l'Isle of Ely, en 1794, puis en 1801, il est nommé juge à la cour suprême de Madras, en Inde. Il est fait chevalier avant son départ pour l'Inde et le couple est présenté à cette occasion à la cour.

## Vie et peinture à Madras
Elizabeth Gwillim, son mari, sa sœur célibataire Mary Symonds, Richard Clarke, l'assistant de Sir Henry, un autre commis et deux serviteurs indiens embarquent à Plymouth sur l'Hindostan le 31 mars 1801, arrivant à Madras près de cinq mois plus tard, le 26 juillet. Leur vie là-bas est minutieusement détaillée dans les lettres, maintenant conservées à la British Library, que les deux sœurs adressent à leur mère, leur sœur Hester et leurs amis en Angleterre. Les lettres couvrent une grande variété de sujets tels que le climat, le paysage, la nourriture, les coutumes sociales et religieuses locales. Elizabeth Gwillim donne beaucoup de détails sur la nature.

### Technique picturale
Elle commence à peindre des oiseaux peu après son installation en Inde, représentant des oiseaux vivants ou récemment tués. Elle a recours à l'aide d'un Indien, qui capture les oiseaux, les nourrit et les maintient pendant qu'elle peint d'« une façon appropriée ». Gwillim peint d'abord les oiseaux eux-mêmes en taille réelle, puis l'arrière-plan. Le trait le plus constant des oiseaux de Gwillim est sa représentation qui montre une bonne connaissance de l'anatomie aviaire. Elle représente avec précision le motif et la superposition des plumes des ailes et de la queue chez un oiseau posé, en prêtant attention aux nombreux types de plumes différents à des endroits spécifiques et aux relations avec leurs fonctions et les unes avec les autres dans l'anatomie de l'oiseau. Sa coloration des plumes est également rendue avec beaucoup de délicatesse et de précision.
Elle représente 104 espèces d'oiseaux, parmi lesquels 36 n'ont à l'époque pas encore reçu de nom scientifique.

### Style artistique
Son style est influencé par son ancien maître, George Samuel. Gwillim fait également référence dans une lettre à la collection Leverian, de la Blackfriars Rotunda. Le catalogue de George Kearsley Shaw qui présente des peintures d'oiseaux de Sarah Stone (en), est également une source d'inspiration possible.

## Botanique
Gwillim s'intéresse également à la botanique, souvent détaillée dans ses lettres. Elle prend des cours avec le missionnaire strasbourgeois Johan Peter Rottler, collecte des plants, répertorie leur nom local, et en cultive elle-même dans son jardin. Elle est une membre active du réseau mondial de naturalistes qui envoyaient des graines, des plantes et des illustrations à leurs amis et collègues, notamment au Jardin botanique de Brompton. Ainsi, elle envoie des graines à Lizzie Thoburn, fille de Frank Thoburn, qui dirigeait une pépinière de plantes exotiques à Brompton. Elle peint quelques plantes, essentiellement des plantes européennes. Elle est citée dans Curtis's Botanical Magazine, la publication prééminente sur le sujet à l'époque, et louée par l'éditeur John Sims pour ses « dessins précis et gracieux ». Elle est amie du botaniste James Anderson, médecin général de la Compagnie britannique des Indes orientales, et  Johan Peter Rottler donne son nom à un nouveau genre, Gwillimia, pour y placer Gwillimia indica, qui s'est avérée plus tard être une espèce déjà décrite de Magnolia, Magnolia coco. Gwillim avait peint la plante à la demande de Rottler qui a envoyé la peinture à son correspondant James Edward Smith de la Linnean Society of London. Le dessin fait maintenant partie de la collection de la société. La collection Blacker Wood de l'université McGill compte dix esquisses à l'aquarelle de plantes de Gwillim.
Elle s'intéresse aussi à la culture et aux coutumes indiennes, étudie le télougou et fait référence, dans sa correspondance, à des écrits et des poèmes hindous. Son mari et elle deviennent progressivement critiques à l'égard de l'attitude des Européens à Madras et des représentants de la Compagnie britannique des Indes orientales, son mari se prononce en particulier en faveur d'une impartialité juridique et contre les forces de police de la Compagnie.

## Mort et postérité
Plusieurs passages de sa correspondance évoquent la santé fragile d'Elizabeth Gwillim, qui est longuement indisposée et affaiblie durant l'automne 1806. Elle meurt de causes inconnues en décembre 1807 et est inhumée le 21 décembre 1807 à l'église Sainte-Marie de Madras, qui abrite sa pierre tombale. Son mari et sa sœur rentrent en Angleterre l'année suivante. Henry Gwillim se remarie en 1812, Mary Symonds se marie quant à elle en 1809.
Casey Albert Wood (en), le fondateur de la Blacker Wood Library de l'Université McGill, achète en 1924 un lot de 121 aquarelles de Gwillim auprès d'un libraire de Londres, dans la cave duquel elles étaient oubliées,. D'après la numérotation de Gwillim, la collection comprenait 201 peintures, donc 80 d'entre elles  sont perdues. Outre la collection de peintures d'oiseaux, Wood a acheté 31 peintures de poissons et 12 de fleurs. La seule autre information de provenance est que le libraire londonien avait acquis le fonds « lors d'une vente dans le pays », de nombreuses années plus tôt.
Sur la place de Gwillim dans l'histoire des illustrations d'oiseaux, Wood a écrit : « C'est la fière croyance des Américains, moi y compris, que c'est notre Audubon qui a produit le premier des portraits en pied des plus grands oiseaux, et certainement les photos du mâle et la dinde sauvage femelle, de l'aigle de Washington, etc., et leur reproduction exacte dans le folio de l'éléphant corroborent cette affirmation. Cependant, en ce qui concerne les originaux, nous devons maintenant concéder la palme à Lady Gwillim, qui, autant que je sache, est la première artiste-ornithologue à peindre des images grandeur nature et exactes d'un nombre considérable d'oiseaux dont la longueur dépasse 35 pouces ». Terence Michael Shortt a qualifié ses œuvres d'art de « plus belles jamais réalisées d'oiseaux asiatiques. ».
La British Library achète à Sotheby's la correspondance d'Elizabeth Gwillim et de sa sœur Mary en 1871. Enfin, en 2007, la South Asia Collection de Norwich fait l'acquisition de 78 aquarelles de paysages et de personnages de Madras, mises en vente par Christie's.
Une série de peintures de poissons initialement attribuées à Gwillin sont en fait l'œuvre de sa sœur Mary Symonds.

### Expositions
Le travail de Gwillim est montré dans une exposition collective au Victoria Memorial Museum pour le quarante-quatrième congrès de l'American Ornithologists' Union à Ottawa, dans l'Ontario, en octobre 1927. D'autres expositions suivent, Animals in Art au musée royal de l'Ontario en 1975 et Birds of Prey au Glenbow-Alberta Institute en 1977.
La première exposition personnelle a lieu à la Robert McLaughlin Gallery à Oshawa, en Ontario, présentant 60 peintures de Gwillim en 1980, organisée par Allan Walkinshaw et Terence Michael Shortt.
Elizabeth Gwillim a connu un regain d'intérêt des chercheurs en 2019-2020 grâce au projet Gwillim, financé par le Conseil de recherches en sciences humaines canadien.

## Galerie

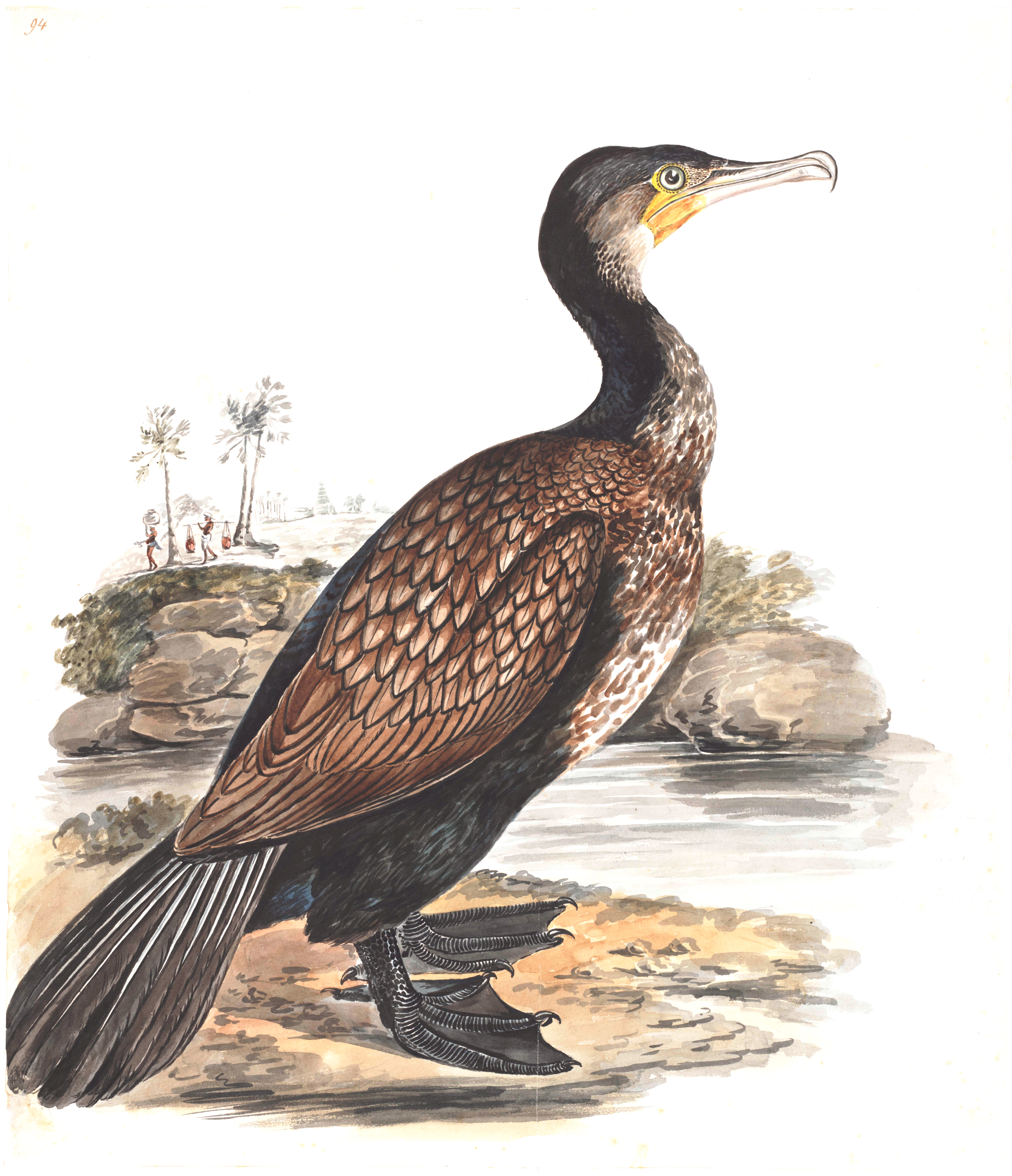
Grand cormoran
Buse à miel huppée
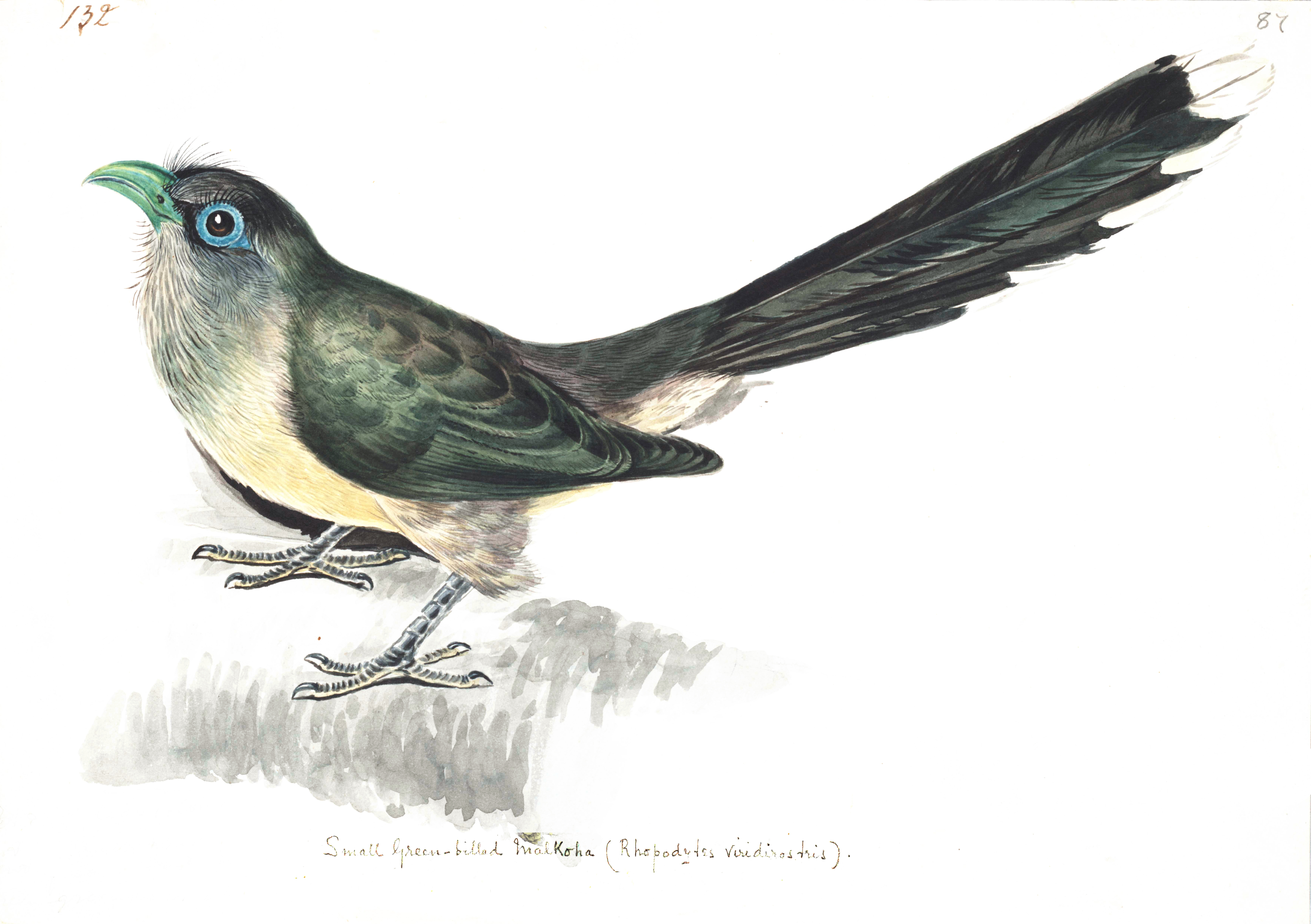
Malkoha à face bleue
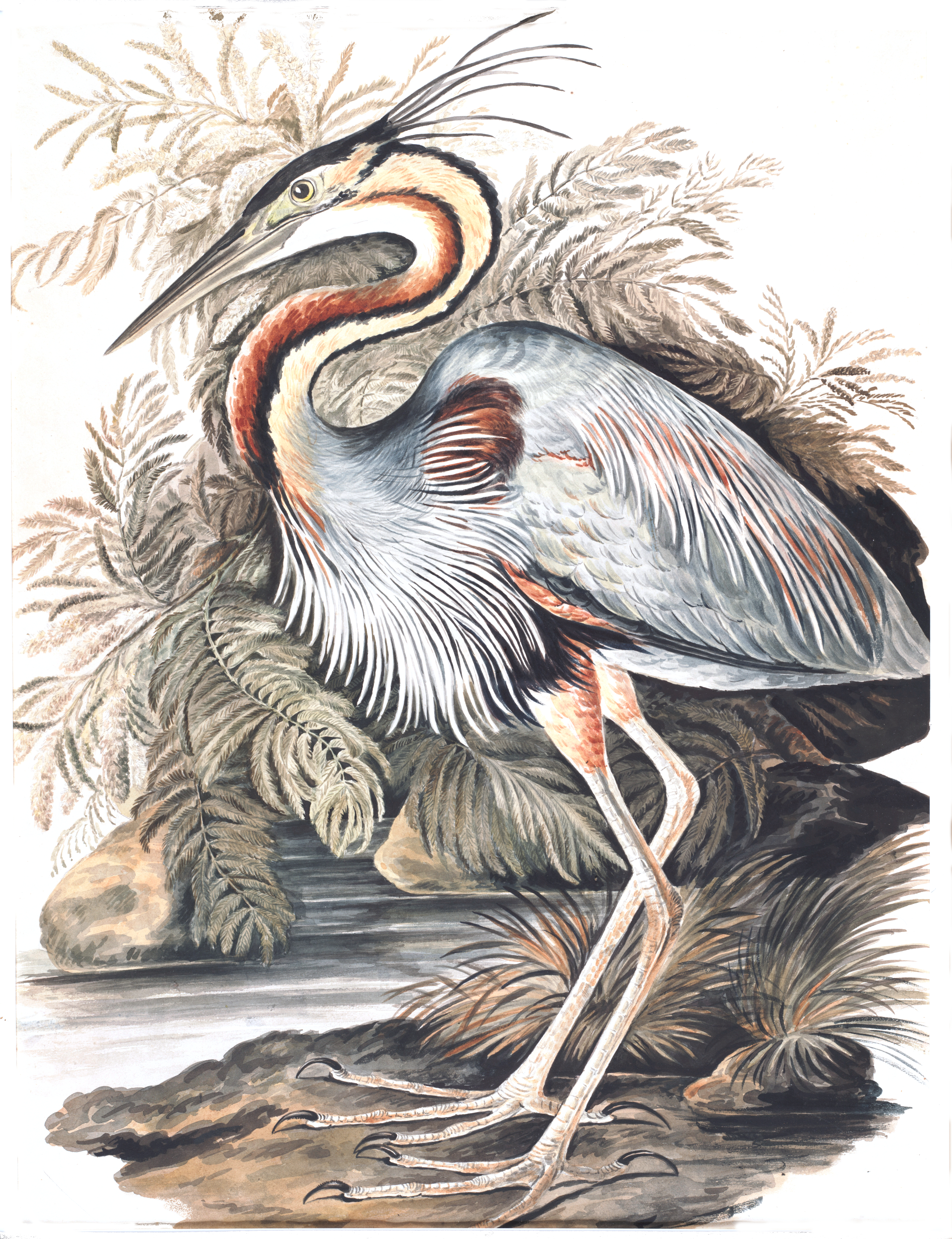
Héron pourpre
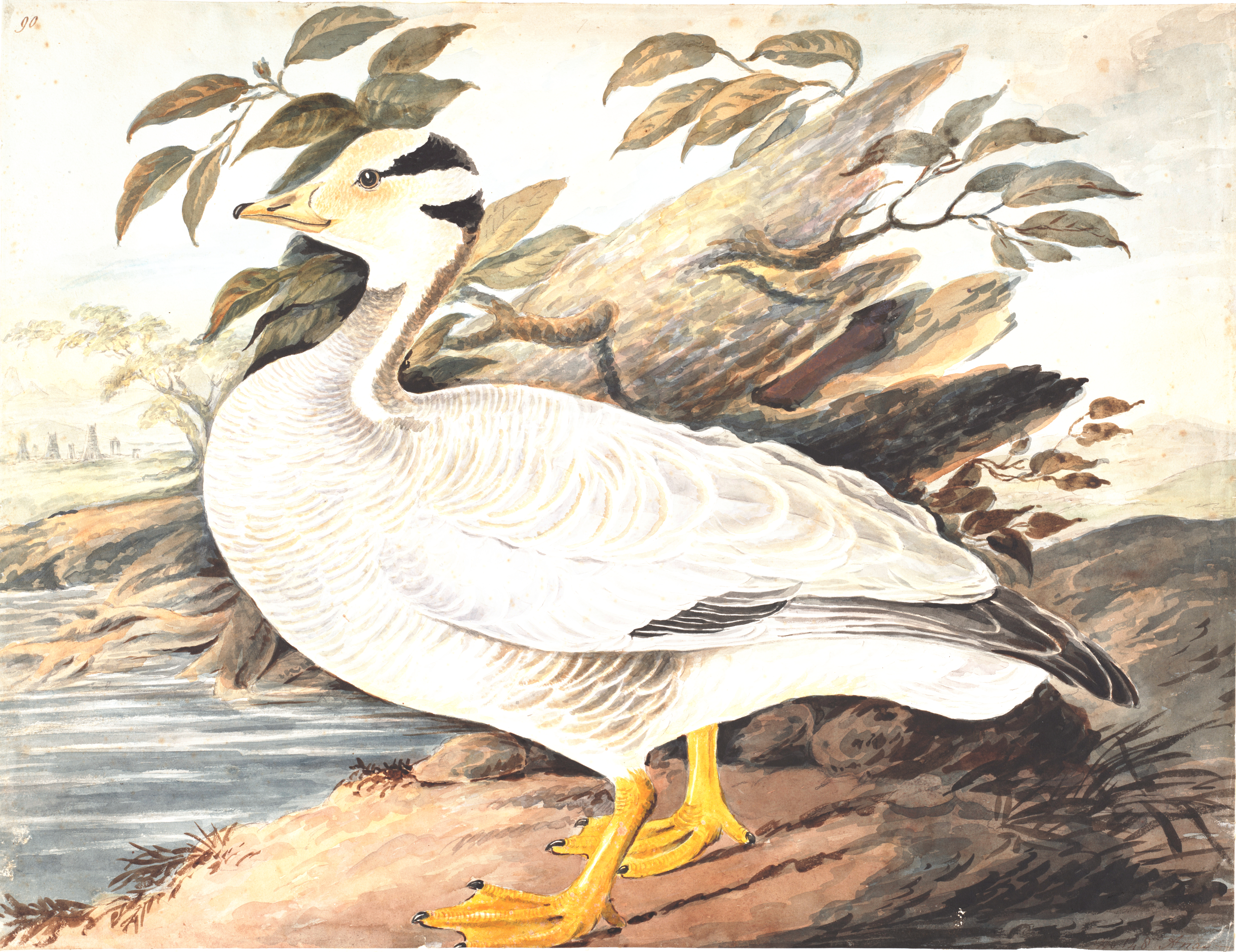
Oie à tête barrée
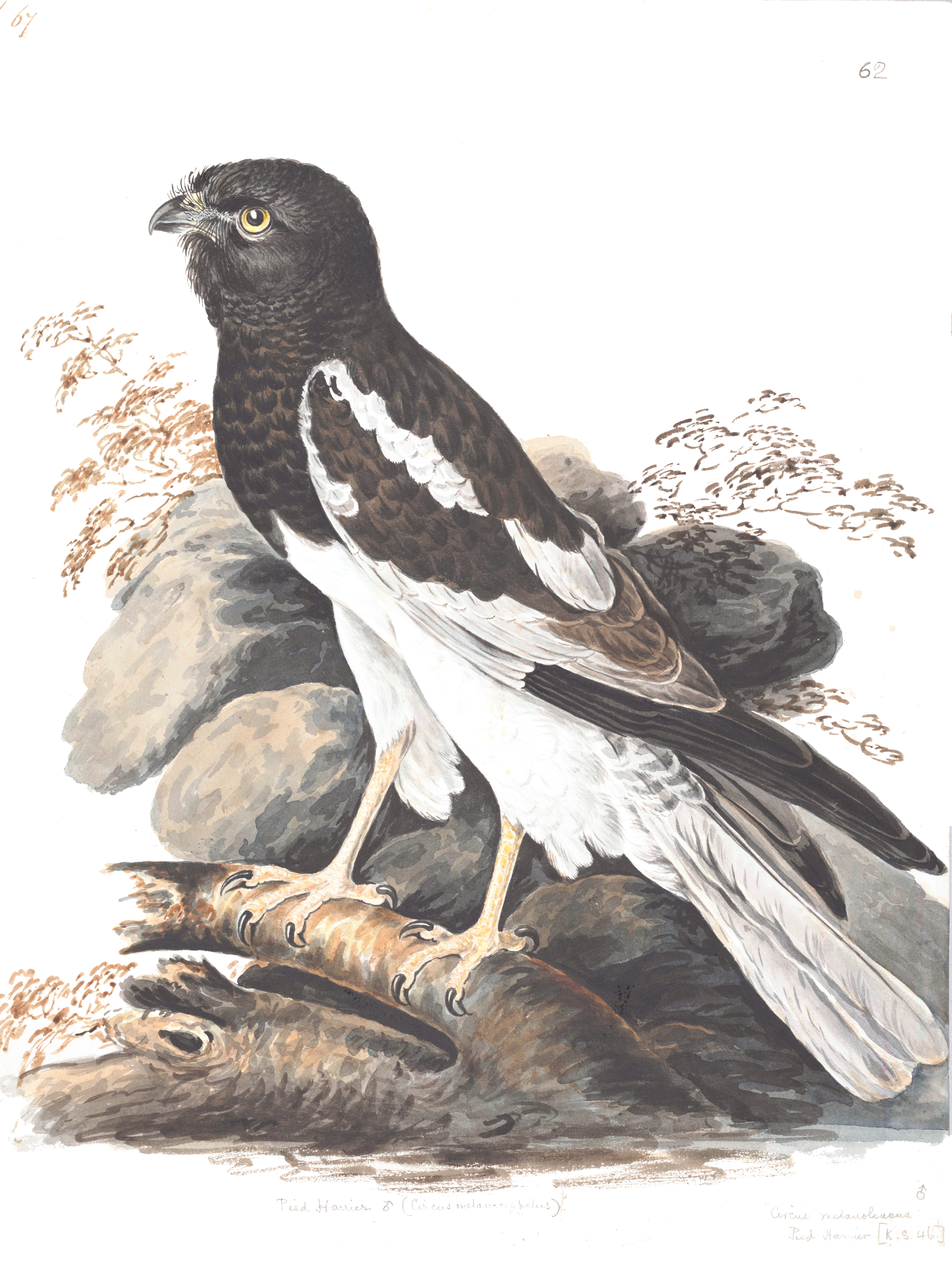
Busard pie